# مملكة الجبل الأسود

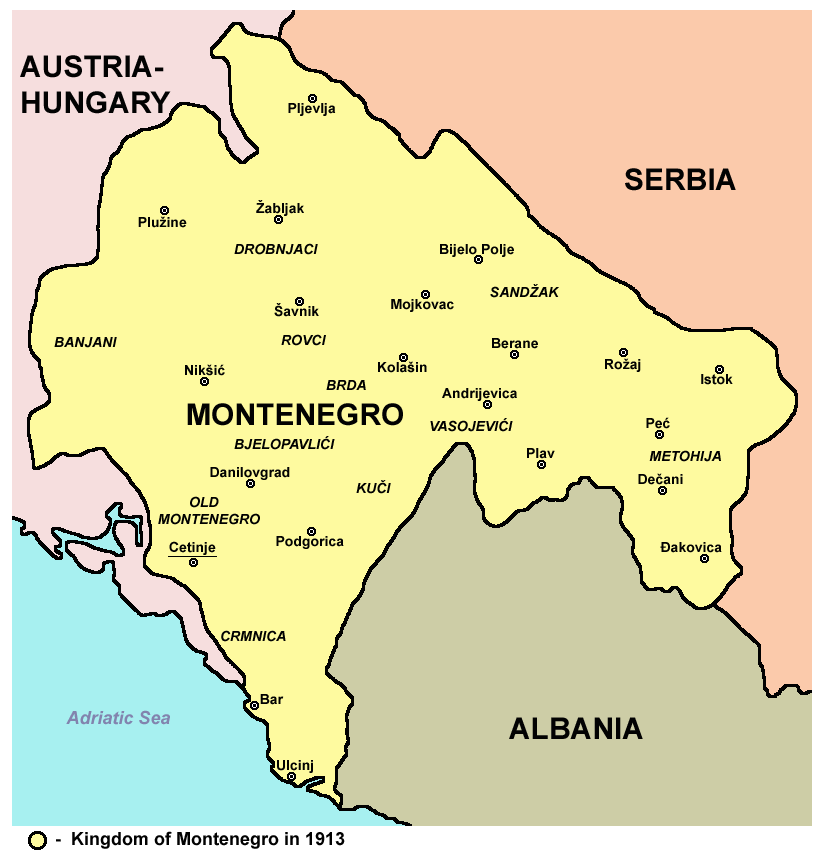
مملكة مونتينغيرو عام 1913

مملكة الجبل الأسود أو مملكة مونتينيغرو هي مملكة تقع في غرب البلقان ، أعلن عن قيامها نيكولاس الأول الذي أصبح أول ملوكها توسعت رقعة المملكة إبان حروب البلقان ضد الدولة العثمانية ، إلا انه بسبب دخول المملكة الحرب الحرب العالمية الأولى بجانب الحلفاء قد تسبب في أحتلالها من قبل الإمبراطورية النمساوية المجرية ، بعد الحرب العالمية الأولى انضمت المملكة إلى باقي الدول السلافية لتشكل ماعرف لاحقاً بمملكة يوغسلافيا.